# パンチとジュディ

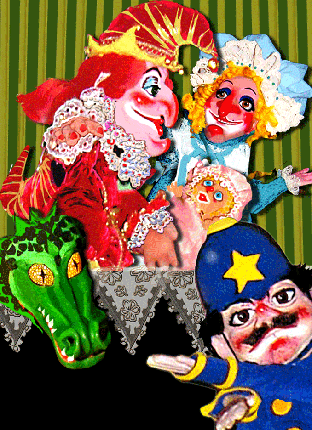
人形劇「パンチとジュディ」のキャラクター

パンチとジュディ（原題は "Punch and Judy"）は、イギリスの人形劇とそのキャラクター、およびイギリスを中心とした英語圏の童謡であるマザー・グースの1編である。

## 人形劇の起源
人形劇「パンチとジュディ」の起源は、14世紀のイタリアの伝統的な風刺劇「コメディア・デラルテ」である。「パンチ」は、この劇がイギリスに伝わった際に、劇に登場する道化師、プルチネッラ (Pulcinella) が「Punchinello」と綴られ、それが後に「Punch」 に縮められたものである。
人形劇「パンチとジュディ」のイギリス初演は1662年5月、ロンドンのコヴェント・ガーデンにおいてで、17世紀に活躍したイギリスの官僚サミュエル・ピープスの日記中に記されている。

## 人形劇の概要

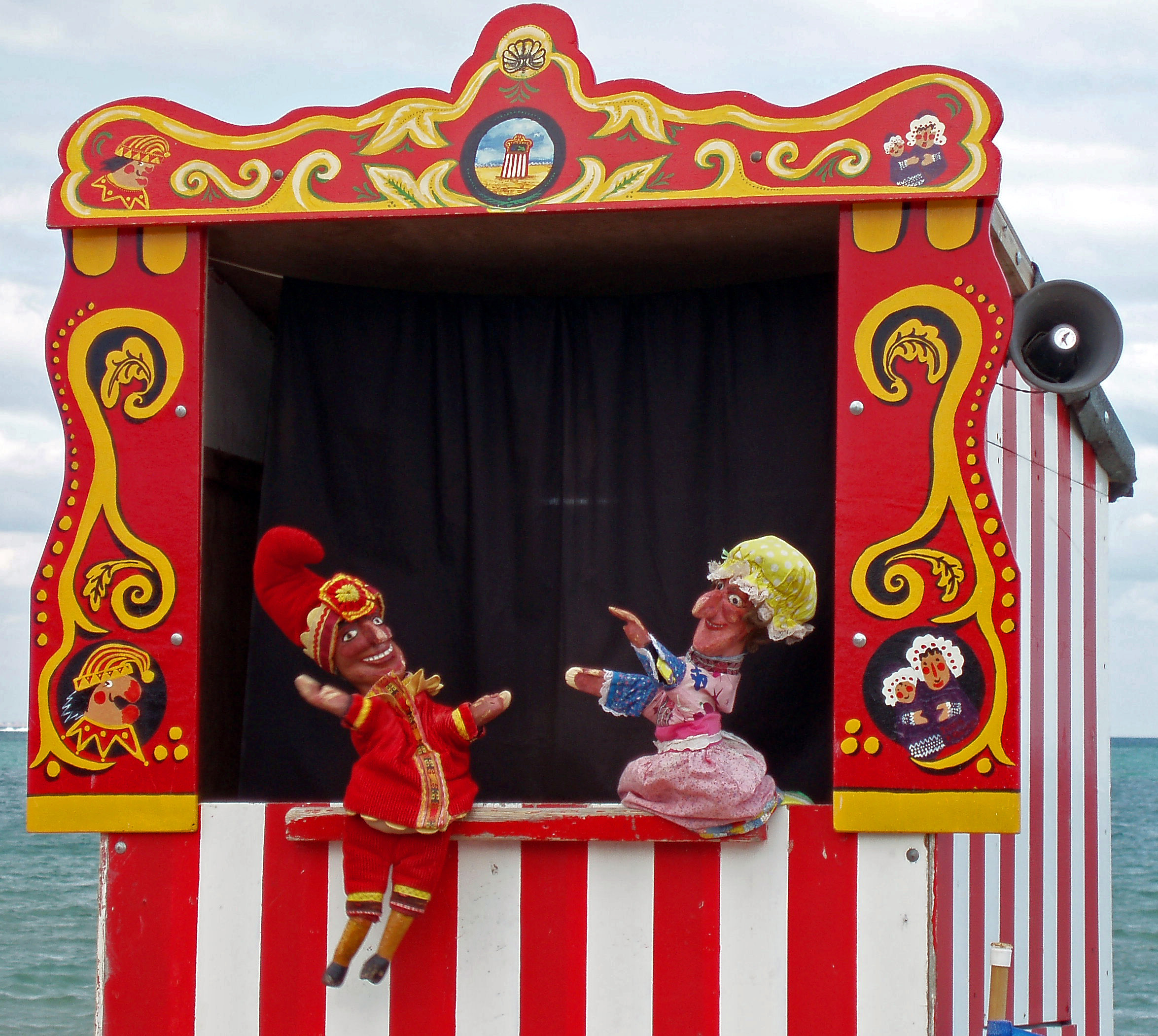
人形劇「パンチとジュディ」

人形劇「パンチとジュディ」は、演者により多少ストーリーの変更はあるものの、基本はパンチが赤ん坊を放り投げ、ジュディを棍棒で殴り倒し、その後も犬や医者、警官やワニなどを殴り倒し、死刑執行人を逆に縛り首にし、最後に悪魔を殴り倒すというのが大筋である。
残酷ながらもその荒唐無稽なドタバタ喜劇はイギリス国民の人気を集めており、夏の海岸やキャンプ場など人の多く集まる場所でよく演じられる他、毎年10月最初の日曜日に「パンチとジュディ・フェスティバル」がコヴェント・ガーデンで開かれている。
また、2012年5月12日・13日の2日間にわたって、「パンチとジュディ」350周年のフェスティバルがコヴェント・ガーデンで行なわれた。

## 童謡の歌詞
（英語原詞・日本語訳）
Punch and Judy

Punch and Judy

Fought for a pie,

Punch gave Judy

A knock in the eye.

Says Punch to Judy,

Will you have any more?

Says Judy to Punch,

My eye is sore.

「パンチとジュディ」

パンチとジュディ

パイの取り合い

パンチがジュディの

お目めに一発

パンチは言った

もひとついるかい？

ジュディは言った

お目めがイタイ

## 関連作品
- ハリソン・バートウィッスルはこの人形劇を基に、オペラ『パンチとジュディ』（1967年）を作曲している。
- カーター・ディクスン著『パンチとジュディ』（1936年）の日本語作品名は、米国版「The Punch and Judy Murders」（1937年）の訳題である[注 2]。